# رنی هنریکسن
رنی هنریکسن (انگلیسی: René Henriksen؛ زادهٔ ۲۷ اوت ۱۹۶۹) یک بازیکن فوتبال اهل دانمارک است.
از باشگاه‌هایی که در آن بازی کرده‌است می‌توان به پاناتینایکوس اشاره کرد.
وی همچنین در تیم ملی فوتبال دانمارک بازی کرده‌است.